# Paracilicaea gigas
Paracilicaea gigas är en kräftdjursart som beskrevs av Baker 1928. Paracilicaea gigas ingår i släktet Paracilicaea och familjen klotkräftor. Inga underarter finns listade i Catalogue of Life.